# Щербань Артем Володимирович
Арте́м Володи́мирович Ще́рбань (*27 травня 1974, Донецьк) — член Партії регіонів; ВР України, член фракції Партії регіонів (з 11.2007), член Комітету будівництва, містобудування і житлово-комунального господарства та регіональної політики (з 12.2007).

## Життєпис
Народився 27 травня 1974 (м.Донецьк); українець; батько Володимир Петрович (1950); мати Ірина Миколаївна (1954); дружина Наталя Борисівна (1973) — пенс.; син Арсентій (1999); дочка Поліна (2000).
1988-91 — санітар операційного блоку, Донец. обл. онкологічний диспансер. 04.1999-05.2003 — ген. директор, СП «Гефест» у формі ТОВ. 05.2003-05.06 — ген. директор, ЗАТ «Гефест».

## Освіта
Донецька державна академія управління (1991—1996), інженер-економіст, «Менеджмент у невиробничій сфері»; Українська академія зовнішньої торгівлі (1996—1997), економіст з бухгалтерського обліку і аудиту, «Облік і аудит»; Інститут післядипломної освіти Івано-Франківського національного технічного університету нафти і газу (2001), менеджер, «Менеджмент організацій»; Донецький державний університет економіки і торгівлі імені М.Туган-Барановського, маґістр з обліку і аудиту, «Облік і аудит».

## Депутатська діяльність
Народний депутат України 6-го скликання з листопада 2007, № 164 в списку. На час виборів: нар. деп. України, член ПР.
10 серпня 2012 року у другому читанні проголосував за Закон України «Про засади державної мовної політики», який суперечить Конституції України, не має фінансово-економічного обґрунтування і спрямований на знищення української мови. Закон було прийнято із порушеннями регламенту.
Народний депутат України 5-го скликання з квітня 2006 по листопад 2007 від Партія регіонів, № 140 в списку. На час виборів: генеральний директор ЗАТ «Гефест» (м. Донецьк), член ПР. Голова підкомітету з питань містобудування і земельних відносин (в межах територій забудови) Комітету з питань будівництва, містобудування і житлово-комунального господарства (з 07.2006), член фракції Партії регіонів (з 05.2006).

## Особисте життя
Володіє англійською мовою.
Захоплення: рибальство, полювання.

## Ресурси інтернет
- Довідник «Хто є хто в Україні», видавництво «К. І. С.» [Архівовано 4 липня 2020 у Wayback Machine.]